# Pär Svensson
Pär Svensson, född 7 december 1964 i Kalmar, är en svensk översättare.
Svensson har varit verksam som översättare från engelska, franska och italienska sedan 1991 och har hittills (2025) översatt ett hundratrettiotal böcker, såväl skönlitteratur som facklitteratur inom områden som historia, musik, teoretisk fysik och ekonomi. Bakom sig har han också studier i piano vid Musikhögskolan i Malmö och civilekonomexamen från Lunds universitet.
Pär Svensson har varit styrelseledamot i Översättarsektionen inom Sveriges författarförbund och styrelseledamot i Översättarcentrum.

## Översättningar (urval)
- Yvonne Duplessis: Surrealismen (Le surréalisme) (Alhambra, 1994)
- Shan Sa: Spelerskan (La joueuse de go) (Isell & Jinert, 2003)
- Richard Hamblyn: Molnens idéhistoria (The invention of clouds) (Fahrenheit, 2004)
- Emmanuel Todd: Låtsasimperiet (Après l’empire) (Bokförlaget DN, 2004)
- Jacques Le Goff & Nicolas Truong: Kroppens historia under medeltiden (L’histoire du corps au Moyen Âge) (Agerings bokförlag 2011)
- Daniel Kahneman: Tänka, snabbt och långsamt (Thinking, fast and slow) (Volante, 2012)
- Simon Garfield: Precis min typ: en bok om typsnitt (Just my type) (Forum, 2012)
- Kön, kropp, materialitet: perspektiv från fransk genusforskning (Boel Berner & Isabelle Dussauge (red.) (översatt tillsammans med Ulrika Jakobsson) (Arkiv, 2014)
- Max Tegmark: Vårt matematiska universum (Our mathematical universe) (Volante, 2014)
- Thomas Piketty: Kan vi rädda Europa? (Peut-on sauver l’Europe ?) (Volante, 2015)
- Adonis: Våld och islam (Violence et islam) (Volante, 2016)
- Ngũgĩ wa Thiong'o: Se Afrika (Secure the base) (Volante, 2017)
- Janna Levin: Rymdblues. Upptäckten av gravitationsvågor (Black hole blues and others songs from outer space) (Fri Tanke Förlag, 2017)
- Nassim Nicholas Taleb: Skin in the game: Vikten av delad risk (Skin in the game) (Volante, 2019)
- Carlo Rovelli: Om tiden inte finns: tankar om den nya fysiken (L’ordine del tempo) (Norstedts, 2019)
- Marie Curie: Radioaktiva substanser (Recherches sur les substances radioactives) (Fri Tanke, 2020)
- Paolo Giordano: Smittans tid: en författares vittnesmål från pandemins frontlinje (Nel contagio) (Mondial, 2020)
- Francis Bacon: Novum Organum (Novum organum scientiarum) (Fri Tanke, 2021)
- Lewis Dartnell: Ursprung: Hur jorden formade oss (Origins) (Volante, 2021)
- Daniel Kahneman, Olivier Sibony & Cass R. Sunstein: Brus: Det osynliga felet som stör våra bedömningar (Noise) (Volante, 2021)
- Carlo Rovelli: Helgoland: Den relationella tolkningen av kvantfysiken (Helgoland) (Fri Tanke, 2022)
- James Watson: Dubbelspiralen (The Double helix) (Fri Tanke, 2023)
- Maria Rosa Antognazza: Leibniz: en intellektuell biografi (Leibniz: An Intellectual Biography) (Fri Tanke, 2023)
- Giuliano da Empoli: Trollkarlen i Kreml (Le mage du Kremlin) (Éditions J, 2023)
- Nicola Lagioia: De levandes stad (La città dei vivi) (Albert Bonniers förlag, 2024)
- Amélie Nothomb: Törst (Soif) (Éditions J, 2024)
- Carlo Rovelli: Vita hål (Buchi bianchi) (Fri Tanke, 2024)
- Giuliano da Empoli: Kaosmakarna (Les ingénieurs du chaos) (Éditions J, 2025)
- Amélie Nothomb: Psykopomp (Psychopompe) (Éditions J, 2025)
- Daniel Dennett: Jag har tänkt (I’ve been thinking) (Fri Tanke, 2025)
- Giuseppe Patroni Griffi: Hon går nedför Via Toledo (Scende giù per Toledo) (Italienska Kulturinstitutet, 2025)